# Sóng beta

Sóng beta

Sóng beta, hay nhịp beta, là một dao động thần kinh (sóng não) trong não mới một khoảng tần số giữa 12,5 và 30 Hz (12,5 đến 30 vòng trên dây). Sóng beta có thể được chia làm ba loại: Sóng beta thấp (12,5–16 Hz, "năng lượng beta 1"); sóng beta (16,5–20 Hz, "năng lượng beta 2"); và sóng beta cao (20,5–28 Hz, "năng lượng beta 3"). Các trạng thái Beta là các trạng thái gắn liền với sự tỉnh táo bình thường lúc thức.

## Lịch sử
Sóng beta được tìm ra và đặt tên bởi nhà tâm lý học người Đức Hans Berger, người phát minh ra điện não đồ (EEG) năm 1924 là một phương pháp ghi hoạt động điện của não người từ da đầu. Berger đặt loại sóng có biên độ lớn hơn, tần số nhỏ hơn xuất hiện tại phần da đầu phía sau khi thân chủ nhắm mắt là sóng alpha. Loại có biên độ nhỏ hơn, tần số nhanh hơn mà thay thế sóng alpha khi thân chủ mở mắt là sóng beta.

## Hoạt động
Sóng beta biên độ thấp với tần số có nhiều giá trị và thay đổi thường gắn liền với hoạt động, bận rộn hoặc ý nghĩ lo lắng hay tập trung cao độ.
Trên vỏ não vận động sóng beta gắn liền với co cơ mà xảy ra trong các di chuyển đẳng trương và bị nén lại trước khi và trong khi dịch chuyển thay đổi. Sự xuất hiện của hoạt động beta liên quan đến việc tăng cường phản hồi cảm quan trong việc kiểm soát vận động tĩnh và giảm đi khi có sự thay đổi chuyển động. Hoạt động beta được tăng lên khi di chuyển phải bị kìm nén hoặc chủ ý bị nén lại.

## Quan hệ với GABA

### Sóng não
- Sóng delta – (0,1 – 3 Hz)
- Sóng theta – (4 – 7 Hz)
- Sóng alpha – (8 – 12,5 Hz)
- Sóng mu – (7,5 – 12,5 Hz)
- Sóng beta – (12,5 – 30 Hz)
- Sóng gamma – (32 – 100 Hz)